# Radeon RX 7000
Ne pas confondre avec la série Radeon HD 7000, une série plus ancienne de GPU produite par AMD
La série Radeon RX 7000 est une série de cartes graphiques développées par AMD, basées sur l'architecture RDNA 3. Elle a été annoncée le 3 novembre 2022 et succède à la série Radeon RX 6000. Pour l'instant, AMD a annoncé et sorti sept cartes graphiques : les RX 7600, RX 7600 XT, RX 7700 XT, RX 7800 XT, RX 7900 GRE, RX 7900 XT et RX 7900 XTX. AMD a officiellement lancé les RX 7900 XT et RX 7900 XTX le 13 décembre 2022 puis la RX 7600 le 25 mai 2023. AMD a sorti deux nouveaux modèles de la famille RDNA 3 le 6 septembre 2023 : les 7700 XT et 7800 XT. Finalement, en janvier 2024, AMD a lancé les RX 7600 XT et RX 7900 GRE.
Il s’agit de la première génération de GPU grand public de marque Radeon à inclure des accélérateurs d’IA dédiés, une fonctionnalité qu’AMD n’avait auparavant proposée que dans ses GPU Instinct destinés aux centres de données.

## Fonctionnalités
- Microarchitecture RDNA 3
  - Jusqu’à 96 unités de calcul (CU, Compute Unit) contre un maximum de 80 dans la série RX 6000
  - Nouvelles ALU de shader à double émission dans chaque CU, avec la possibilité d’exécuter deux instructions par cycle
  - Accélérateurs de lancer de rayons de deuxième génération
  - Accélérateurs d’IA dédiés avec des instructions de multiplication-accumulation matricielle en ondes (WMMA, Wave Matrix Multiply Accumulate)[4]
- Première carte graphique grand public à être basée sur un chiplet (en)
  - procédé TSMC N5 pour la puce de calcul graphique (GCD, Graphics Core Die)
  - procédé TSMC N6 pour la puce de cache mémoire (MCD, Memory Core Die)
- Jusqu’à 24 Go de mémoire GDDR6
- Doublement du cache L1, passant de 128 Ko à 256 Ko par shader array
- Augmentation de 50 % du cache L2, passant de 4 Mo à 6 Mo maximum[5]
- Cache Infinity de deuxième génération avec une bande passante maximale 2,7 fois supérieure et une capacité allant jusqu’à 96 Mo (16 Mo par MCD)
- Interface PCI Express 4.0 x16
- Prise en charge de l’encodage et du décodage matériel d'AV1 pour les vidéos 12 bits jusqu’à 8K 60 Hz[6]
- Nouveau moteur d'affichage « Radiance Display » avec :
  - Prise en charge de DisplayPort 2.1 UHBR 13.5 (jusqu’à 54 Gbit/s de bande passante)
  - Prise en charge de HDMI 2.1 a (jusqu’à 48 Gbit/s de bande passante)
  - Prise en charge de la sortie jusqu’à 8K 165 Hz ou 4K 480 Hz avec DSC
  - Prise en charge des couleurs 12 bits et de la Rec. 2020 pour le HDR

## Puces Navi 3x
|                                                             | Graphics Compute Die (GCD) | Graphics Compute Die (GCD) | Graphics Compute Die (GCD) | Memory Cache Die (MCD) |
| Navi 31                                                     | Navi 32                    | Navi 33                    |                            | Memory Cache Die (MCD) |
| ----------------------------------------------------------- | -------------------------- | -------------------------- | -------------------------- | ---------------------- |
| Nom de code                                                 | Plum Bonito                | Wheat Nas                  | Hotpink Bonefish           | —                      |
| Nb. Compute units (Nb. stream processors) [Nb. coeurs FP32] | 96 (6144) [12288]          | 60 (3840) [7680]           | 32 (2048) [4096]           | —                      |
| Nb. transistors (milliards)                                 | 45.7                       | 28.1                       | 13.3                       | 2.05                   |
| Densité de transistors (MTr/mm2)                            | 152,3                      | 140,5                      | 65,2                       | 55,4                   |
| Taille de puce (mm2)                                        | 300                        | 200                        | 204                        | 37                     |

### Navi 31
Le module multipuce (MCM) Navi 31 comprend 58 milliards de transistors, soit une augmentation de 165 % de la densité de transistors par rapport à la génération précédente Navi 2x, répartis sur sept puces : une puce de calcul graphique (GCD) et six puces de cache mémoire (MCD). La puce Navi 31 complète contient 12 288 cœurs FP32, soit l’équivalent de 6144 processeurs de flux. Apparemment, la puce Navi 31 a été conçue pour fonctionner jusqu’à une fréquence de 3,0 GHz, bien que la conception de référence Radeon RX 7900 XTX d’AMD puisse atteindre une fréquence de boost de 2,5 GHz.
La puce Navi 31 est fabriquée avec le noeud de procédé N5 de TSMC.

### Navi 33
La puce Navi 33 est dotée de 13,3 milliards de transistors pour une taille de 204 mm2. La puce complète comporte 4096 cœurs FP32, segmentés en 32 unités de calcul (CU). Contrairement à la puce Navi 31 haut de gamme, il s’agit d’une conception monolithique fabriquée avec le nœud de procédé N6 de TSMC. L’une des caractéristiques les plus remarquables de la puce Navi 33 est son nombre important de 13,3 milliards de transistors. Les transistors sont fondamentaux pour déterminer la puissance de calcul d’une puce, et avec un nombre aussi élevé, cela indique la capacité de la puce à gérer des tâches de traitement complexes. De plus, la taille de la puce de 204 mm2 garantit que ce grand nombre de transistors est efficacement rassemblé, offrant un équilibre entre puissance et taille.

## Produits

### Cartes pour PC de bureau
| Modèle Radeon (nom de code) | Date de sortie & prix                                     | Architecture & fabrication         | Chiplets        | Nb. transistors & taille de puce | Cœur                      | Cœur                | Fillrate,      | Fillrate,    | Puissance de calcul, (TFLOPS) | Puissance de calcul, (TFLOPS) | Puissance de calcul, (TFLOPS) | Infinity Cache | Infinity Cache | Mémoire     | Mémoire      | Mémoire                     | Mémoire              | TBP (W) | Interface bus |
| Modèle Radeon (nom de code) | Date de sortie & prix                                     | Architecture & fabrication         | Chiplets        | Nb. transistors & taille de puce | Configuration,            | Fréq. horloge (MHz) | Texture (GT/s) | Pixel (GP/s) | FP16                          | FP32                          | FP64                          | Taille (Mo)    | Débit (Go/s)   | Taille (Go) | Débit (Go/s) | Type mémoire et largeur bus | Fréq. horloge (MT/s) | TBP (W) | Interface bus |
| --------------------------- | --------------------------------------------------------- | ---------------------------------- | --------------- | -------------------------------- | ------------------------- | ------------------- | -------------- | ------------ | ----------------------------- | ----------------------------- | ----------------------------- | -------------- | -------------- | ----------- | ------------ | --------------------------- | -------------------- | ------- | ------------- |
| RX 7600 (Navi 33)           | 25 mai 2023 269 USD                                       | RDNA 3 TSMC N6                     | Monolithique    | 13,3 × 109 204 mm2               | 32 CU 2048:128:64:32:64   | 1720 2655           | 220.2 339.8    | 110.1 169.9  | 28.18 43.50                   | 14.09 21.75                   | 0.440 0.680                   | 32             | 476.9          | 8           | 288          | GDDR6 128 bits              | 18000                | 165     | PCIe 4.0 ×8   |
| RX 7600 XT (Navi 33),       | 24 janvier 2024 329 USD                                   | RDNA 3 TSMC N6                     | Monolithique    | 13,3 × 109 204 mm2               | 32 CU 2048:128:64:32:64   | 1720 2755           | 220.2 352.6    | 110.1 176.3  | 28.18 45.14                   | 14.09 22.57                   | 0.440 0.705                   | 32             | 476.9          | 16          | 288          | GDDR6 128 bits              | 18000                | 190     | PCIe 4.0 ×8   |
| RX 7700 XT (Navi 32)        | 23 septembre 2023 449 USD                                 | RDNA 3 TSMC N5 (GCD) TSMC N6 (MCD) | 1 × GCD 3 × MCD | 28,1 × 109 346 mm2               | 54 CU 3456:216:96:54:108  | 1900 2544           | 410.4 549.5    | 182.4 244.2  | 52.53 70.34                   | 26.27 35.17                   | 0.821 1.099                   | 48             | 1995           | 12          | 432          | GDDR6 192 bits              | 18000                | 245     | PCIe 4.0 ×16  |
| RX 7800 XT (Navi 32)        | 6 septembre 2023 499 USD                                  | RDNA 3 TSMC N5 (GCD) TSMC N6 (MCD) | 1 × GCD 4 × MCD | 28,1 × 109 346 mm2               | 60 CU 3840:240:96:60:120  | 1800 2430           | 432 583.2      | 172.8 233.2  | 55.30 74.65                   | 27.64 37.32                   | 0.864 1.166                   | 64             | 2708           | 16          | 624          | GDDR6 256 bits              | 19500                | 263     | PCIe 4.0 ×16  |
| RX 7900 GRE (Navi 31)       | 27 juillet 2023 Chine uniquement, 27 février 2024 549 USD | RDNA 3 TSMC N5 (GCD) TSMC N6 (MCD) | 1 × GCD 4 × MCD | 57,7 × 109 529 mm2               | 80 CU 5120:320:192:80:160 | 1270 2245           | 406.4 718.4    | 243.8 431.0  | 52.02 91.96                   | 26.01 45.98                   | 0.813 1.437                   | 64             | 2250           | 16          | 576          | GDDR6 256 bits              | 18000                | 260     | PCIe 4.0 ×16  |
| RX 7900 XT (Navi 31)        | 13 décembre 2022 899 USD                                  | RDNA 3 TSMC N5 (GCD) TSMC N6 (MCD) | 1 × GCD 5 × MCD | 57,7 × 109 529 mm2               | 84 CU 5376:336:192:84:168 | 1500 2400           | 504.0 806.4    | 288.0 460.8  | 64.51 103.2                   | 32.26 51.61                   | 1.008 1.613                   | 80             | 2900           | 20          | 800          | GDDR6 320 bits              | 20000                | 315     | PCIe 4.0 ×16  |
| RX 7900 XTX (Navi 31)       | 13 décembre 2022 999 USD                                  | RDNA 3 TSMC N5 (GCD) TSMC N6 (MCD) | 1 × GCD 6 × MCD | 57,7 × 109 529 mm2               | 96 CU 6144:384:192:96:192 | 1900 2500           | 729.6 960.0    | 364.8 480.0  | 93.39 122.9                   | 46.69 61.44                   | 1.459 1.920                   | 96             | 3500           | 24          | 960          | GDDR6 384 bits              | 20000                | 355     | PCIe 4.0 ×16  |

1. ↑  Taille approximative de la puce du boîtier MCM complet qui est constitué d'un seul GCD (Graphics Compute Die) et de six MCD (Memory Cache Die).
La carte Radeon RX 7900 XT a seulement cinq MCD actifs, celui qui est inactif étant destiné au support structurel et à la dissipation thermique. La taille de puce du GCD est de 306 mm2, la taille de chaque MCD est de 37,5 mm2[12]
2. 1 2 3  Les valeurs Boost (si disponibles) sont indiquées sous la valeur de base en italiques.
3. ↑  Le taux de remplissage des textures est calculé en multipliant le nombre de Texture Mapping Units (TMU) par la fréquence d'horloge de base (ou de boost) du coeur.
4. ↑  Le taux de remplissage des pixels est calculé en multipliant le nombre de Render Output Units (ROP) par la fréquence d'horloge de base (ou de boost) du coeur.
5. ↑  La puissance de calcul en virgule flottante est calculée à partir de la fréquence d'horloge de base (ou de boost) du coeur sur la base d'une opération FMA.
6. ↑  Nb. Compute Units (CU) 
 Nb. shaders unifiés : Nb. TMU : Nb. ROP : Nb. accélérateurs de lancer de rayons : Nb. accélérateurs d'IA
7. ↑  Les GPU basés sur RDNA 3 ont des stream processors à double émission, ce qui fait que jusqu'à deux instructions de shader peuvent être exécutées par cycle d'horloge sous certaines conditions de parallélisme.

### Cartes pour PC portables
| Modèle Radeon (nom de code) | Date de sortie  | Architecture & fabrication         | Chiplets        | Nb. transistors & taille de puce | Cœur                      | Cœur                | Fillrate       | Fillrate     | Puissance de calcul (TFLOPS) | Puissance de calcul (TFLOPS) | Puissance de calcul (TFLOPS) | Infinity Cache (Mo) | Mémoire     | Mémoire      | Mémoire                    | Mémoire              | TDP (W) | Interface    |
| Modèle Radeon (nom de code) | Date de sortie  | Architecture & fabrication         | Chiplets        | Nb. transistors & taille de puce | Configuration             | Fréq. horloge (MHz) | Texture (GT/s) | Pixel (GP/s) | FP16                         | FP32                         | FP64                         | Infinity Cache (Mo) | Taille (Go) | Débit (Go/s) | Type mémoire & largeur bus | Fréq. horloge (MT/s) | TDP (W) | Interface    |
| --------------------------- | --------------- | ---------------------------------- | --------------- | -------------------------------- | ------------------------- | ------------------- | -------------- | ------------ | ---------------------------- | ---------------------------- | ---------------------------- | ------------------- | ----------- | ------------ | -------------------------- | -------------------- | ------- | ------------ |
| RX 7600S (Navi 33)          | 4 janvier 2023  | RDNA 3 TSMC N6                     | Monolithique    | 13,3 × 109 204 mm2               | 28 CU 1792:112:64:28:56   | 1500 2200           | 168.0 246.4    | 96.00 140.8  | 21.50 31.54                  | 10.75 15.77                  | 0.336 0.493                  | 32                  | 8           | 256          | GDDR6 128 bits             | 16000                | 75      | PCIe 4.0 ×8  |
| RX 7600M (Navi 33)          | 4 janvier 2023  | RDNA 3 TSMC N6                     | Monolithique    | 13,3 × 109 204 mm2               | 28 CU 1792:112:64:28:56   | 1500 2410           | 168.0 269.9    | 96.0 154.2   | 21.50 34.55                  | 10.75 17.28                  | 0.336 0.540                  | 32                  | 8           | 256          | GDDR6 128 bits             | 16000                | 90      | PCIe 4.0 ×8  |
| RX 7600M XT (Navi 33)       | 4 janvier 2023  | RDNA 3 TSMC N6                     | Monolithique    | 13,3 × 109 204 mm2               | 32 CU 2048:128:64:32:64   | 1500 2615           | 192.0 334.1    | 96.00 167.0  | 24.58 42.84                  | 12.29 21.42                  | 0.384 0.669                  | 32                  | 8           | 288          | GDDR6 128 bits             | 18000                | 120     | PCIe 4.0 ×8  |
| RX 7700S (Navi 33)          | 4 janvier 2023  | RDNA 3 TSMC N6                     | Monolithique    | 13,3 × 109 204 mm2               | 32 CU 2048:128:64:32:64   | 1500 2500           | 192.0 320.0    | 96.0 160.0   | 24.58 40.96                  | 12.29 20.48                  | 0.384 0.640                  | 32                  | 8           | 288          | GDDR6 128 bits             | 18000                | 100     | PCIe 4.0 ×8  |
| RX 7900M (Navi 31)          | 19 octobre 2023 | RDNA 3 TSMC N5 (GCD) TSMC N6 (MCD) | 1 × GCD 4 × MCD | 57,7 × 109 529 mm2               | 72 CU 4608:288:192:72:144 | 2090                | 601.9          | 401.3        | 77.05                        | 38.52                        | 1.204                        | 64                  | 16          | 576          | GDDR6 256 bits             | 18000                | 180     | PCIe 4.0 ×16 |

1. 1 2 3  Les valeurs Boost (si disponibles) sont indiquées sous la valeur de base en italiques.
2. ↑  Le taux de remplissage des textures est calculé en multipliant le nombre de Texture Mapping Units (TMU) par la fréquence d'horloge de base (ou de boost) du coeur.
3. ↑  Le taux de remplissage des pixels est calculé en multipliant le nombre de Render Output Units (ROP) par la fréquence d'horloge de base (ou de boost) du coeur.
4. ↑  La puissance de calcul en virgule flottante est calculée à partir de la fréquence d'horloge de base (ou de boost) du coeur sur la base d'une opération FMA.
5. ↑  Nb. Compute Units (CU) 
 Nb. shaders unifiés : Nb. TMU : Nb. ROP : Nb. accélérateurs de lancer de rayons : Nb. accélérateurs d'IA